# ニコライ・アビロフ
ニコライ・アビロフ (ロシア語:Николай Викторович Авилов、1948年8月6日 - ) は、旧ソビエト連邦の陸上競技選手。十種競技の選手で1972年ミュンヘンオリンピックでは8454ポイントの世界新記録で金メダルを獲得。4年後の1976年モントリオールオリンピックでも3位となり、2大会連続のメダルを獲得した。

## 主な実績
| 年   | 大会                 | 場所                   | 種目     | 結果 | 記録 |
| ---- | -------------------- | ---------------------- | -------- | ---- | ---- |
| 1969 | ヨーロッパ陸上選手権 | アテネ(ギリシャ)       | 十種競技 | 4位  | 7779 |
| 1970 | ユニバーシアード     | トリノ(イタリア)       | 十種競技 | 1位  | 7803 |
| 1972 | オリンピック         | ミュンヘン(西ドイツ)   | 十種競技 | 1位  | 8454 |
| 1973 | ユニバーシアード     | モスクワ(ソビエト連邦) | 十種競技 | 2位  | 7903 |
| 1976 | オリンピック         | モントリオール(カナダ) | 十種競技 | 3位  | 8369 |